# L'Île aux trente cercueils
Pour les articles homonymes, voir L'Île aux trente cercueils (homonymie).
L'Île aux trente cercueils est un roman policier et fantastique de Maurice Leblanc dans lequel apparaît, dans la deuxième partie, son personnage d'Arsène Lupin, gentleman-cambrioleur. Le personnage principal est toutefois une femme courageuse, Véronique d'Hergemont. Il existe une série télévisée du même nom, datant de 1979, avec Claude Jade dans le rôle de Véronique. 

## Parution
Ce roman paraît en feuilleton dans Le Journal du 6 juin au 3 août 1919, puis en librairie en octobre 1919 aux Éditions Pierre Lafitte. En 1922, il sort en deux volumes : Véronique et La Pierre miraculeuse.

Plan de l'île de Sarek dans l'édition de 1919

## Cadre de l'action

### Cadre temporel, durant la Première Guerre mondiale
L'action se déroule en 1917 (entre, d'une part, 813 et le Triangle d'or, et, d'autre part, Les Dents du tigre) ; elle relate les aventures de Véronique d'Hergemont, à la recherche de son père et de son fils, déclarés morts en 1902, Arsène Lupin n'intervenant d'ailleurs que quand l'intrigue est bien installée.
Ce roman mêle policier, fantastique et science-fiction.

### Cadre spatial: l'île de Sarek
L'action du roman se déroule presque intégralement sur l'île de Sarek, île fictive qui serait un peu au large de l'archipel des Glénan. La forme, la topographie et le nom de cette île la rapprochent fortement de l'île anglo-normande de Sercq (appelée aussi Sark en anglais).

## Adaptations
- 1979 : L'Île aux trente cercueils, mini-série française réalisée par Marcel Cravenne, d'après le roman éponyme, avec Claude Jade dans le rôle de Véronique, mais dont Arsène Lupin est totalement absent[2]. Le réalisateur Fabrice Du Welz a un temps envisagé une nouvelle adaptation[3].
- 2011 : L'Île aux trente cercueils, bande-dessinée française de Marc Lizano publiée aux éditions Soleil. À l'instar de la mini-série de 1979, Arsène Lupin est absent du récit.
- 2022 : L'Île aux trente cercueils, mini-série française réalisée par Frédéric Mermoud, écrite par Florent Meyer et Elsa Marpeau, d'après le roman éponyme, avec Virginie Ledoyen et Charles Berling[2] ; Arsène Lupin est absent du récit.